# Cagny (Calvados)
Cagny er en kommune i departementet Calvados i Basse-Normandie regionen i det nordvestlige Frankrig.

## Historie
Der har boet mennesker i Cagny siden den yngre stenalder. De ældste fund stammer fra ca. 3300 f.Kr.
I 1855 blev byen en station på jernbanelinjen mellem Caen og Paris.

## Seværdigheder
- Kirken Saint-Germain med kor fra 14. århundrede
- Rester af et kloster fra 11. og 14. århundrede – Notre-Dame-des-Moutiers
- Kapellet Notre-Dame des Sept-Douleurs (foto Arkiveret 13. november 2008 hos  Wayback Machine)
- Fontaine Sainte-Radegonde (foto Arkiveret 13. november 2008 hos  Wayback Machine)